# روبي مايرز
روبي مايرز هي ممثلة هندية (وحملت سابقاً جنسية الراج البريطاني)، ولدت في 1907 ببونه في الهند، وتوفيت في 10 أكتوبر 1983 بمومباي في الهند. من الجوائز التي نالتها جائزة داداساهيب فالك.

## جوائز
- جائزة داداساهيب فالك

## وصلات خارجية
- روبي مايرز على موقع IMDb (الإنجليزية)
- روبي مايرز على موقع قاعدة بيانات الفيلم (الإنجليزية)